# Mustafa Farahat
Mustafa Mahmud Ibrahim Farahat (arab. مصطفى محمود إبراهيم فرحات; ur. 7 sierpnia 1985) – egipski zapaśnik walczący w obu stylach. Złoty medalista mistrzostw Afryki w 2013. Wicemistrz arabski w 2012. Siódmy na igrzyskach śródziemnomorskich w 2013 roku.